# Orica
Orica è un comune dell'Honduras facente parte del dipartimento di Francisco Morazán.
Esistente almeno dal 1516, risulta come comune autonomo già nella divisione amministrativa del 1889.